# كأس بنين
كأس بنين لكرة القدم (بالفرنسية: Coupe du Bénin de football)‏ ، هي بطولة رسمية لكرة القدم في بنين أسست من قبل اتحاد بنين لكرة القدم سنة 1974م.

## وصلة خارجية
- بنين - List of Cup Winners, RSSSF.com